# Irene MacDonald
Irene MacDonald (n. 22 noiembrie 1933, Hamilton, Ontario, Canada – d. 20 iunie 2002, Delta⁠(d), British Columbia, Canada) a fost o săritoare în apă ce a reprezentat Canada, medaliată olimpică. A participat la 2 ediții ale Jocurilor Olimpice (1956, 1960) în care a câștigat o medalie de bronz.